# Val de Mamet II
Val de Mamet II és un abric que conté pintures rupestres d'estil llevantí. Està situat en el terme municipal de Mequinensa (Aragó). Contigu a Val de Mamet I, aquest abric s'obre al Sud-est, amb una separació d'uns pocs metres. S'han documentat dues figures pintades, una d'elles molt ben conservada, representant un motiu soliforme o esteliforme en color vermell, amb els extrems acabats en apèndixs o dits. L'altra figura, de major grandària, sembla similar a l'anterior, però en molt mal estat de conservació.
L'abric està inclòs dins de la relació de coves i abrics amb manifestacions d'art rupestre considerats Béns d'Interès Cultural en virtut del que es disposa en la disposició addicional segona de la Llei 3/1999, de 10 de març, del Patrimoni Cultural Aragonés. Aquest llistat va ser publicat en el Butlletí Oficial d'Aragó del dia 27 de març de 2002. Forma part del conjunt de l'art rupestre de l'arc mediterrani de la península ibèrica, que va ser declarat Patrimoni de la Humanitat per la UNESCO (ref. 874-664). També va ser declarat Bé d'Interès Cultural amb el codi RI-51-0009509.